# Ptolemeu (cràter)

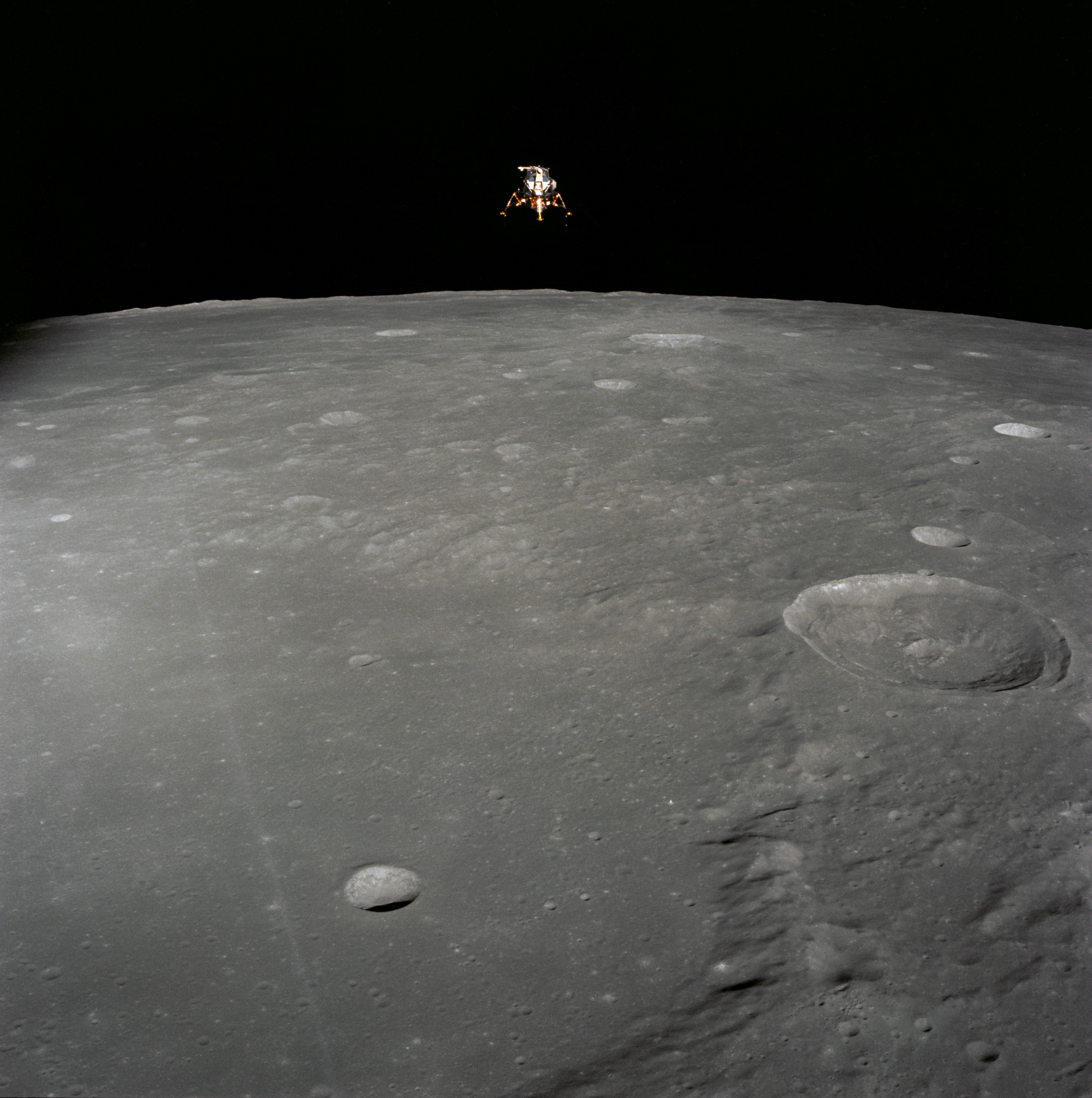
El Intrepid, el mòdul lunar de l'Apol·lo 12 sobrevola Ptolemeu i el més petit Ammònius en el seu interior. Herschel jeu a la dreta. Foto NASA.

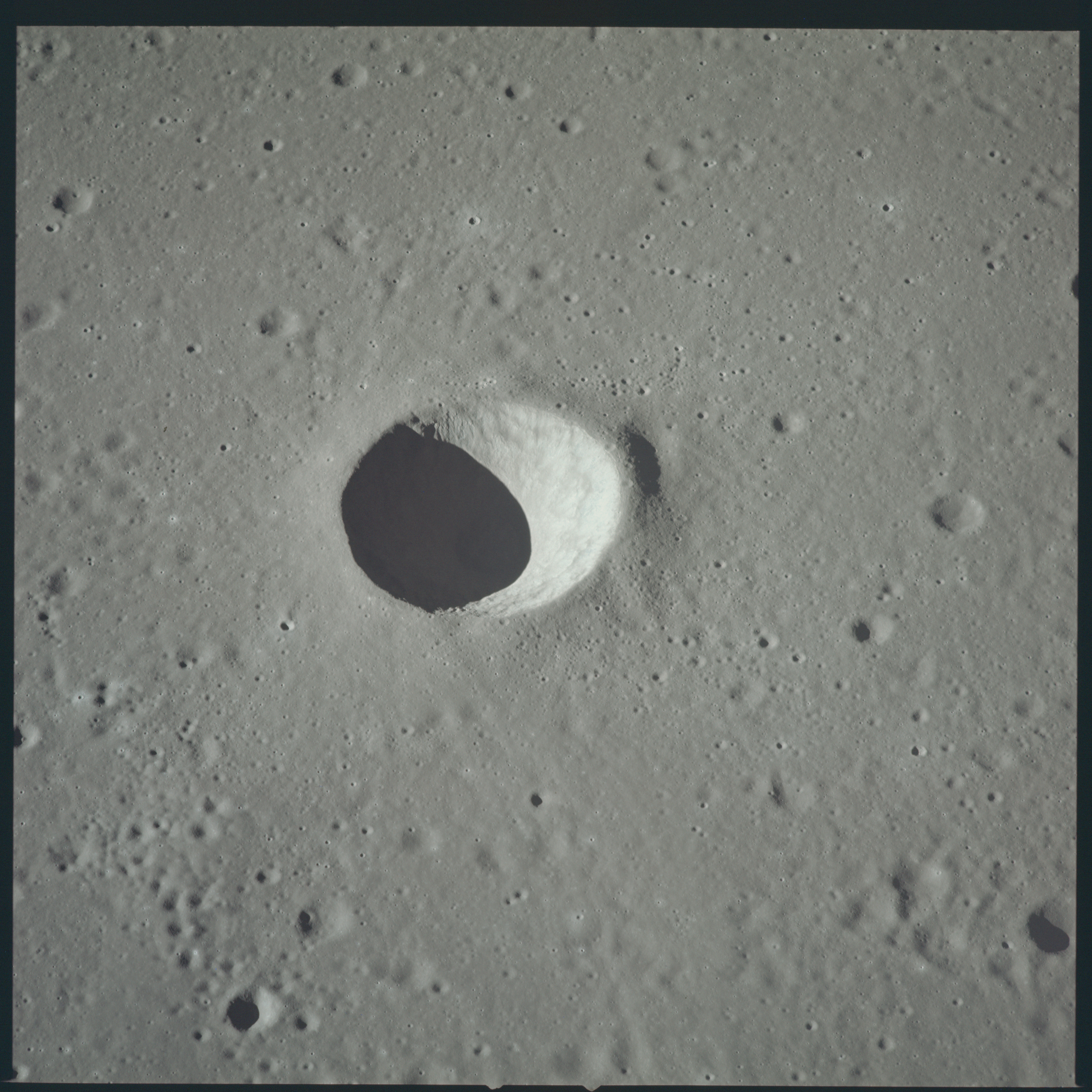
Fotografia de la missió Apol·lo 12

Ptolemeu és un antic cràter d'impacte proper al centre de la cara visible de la Lluna, anomenat així per Claudi Ptolemeu, escriptor greco-romà, matemàtic, astrònom, geògraf i astròleg.
Al sud-sud-est, Ptolemaeus s'uneix a la vora del cràter Alphonsus a través d'una secció de terreny rugós i irregular, formant una cadena prominent amb Arzachel al sud. Al sud-est es troba Albategnius i al nord apareix Herschel, ben definit i una mica més petit.

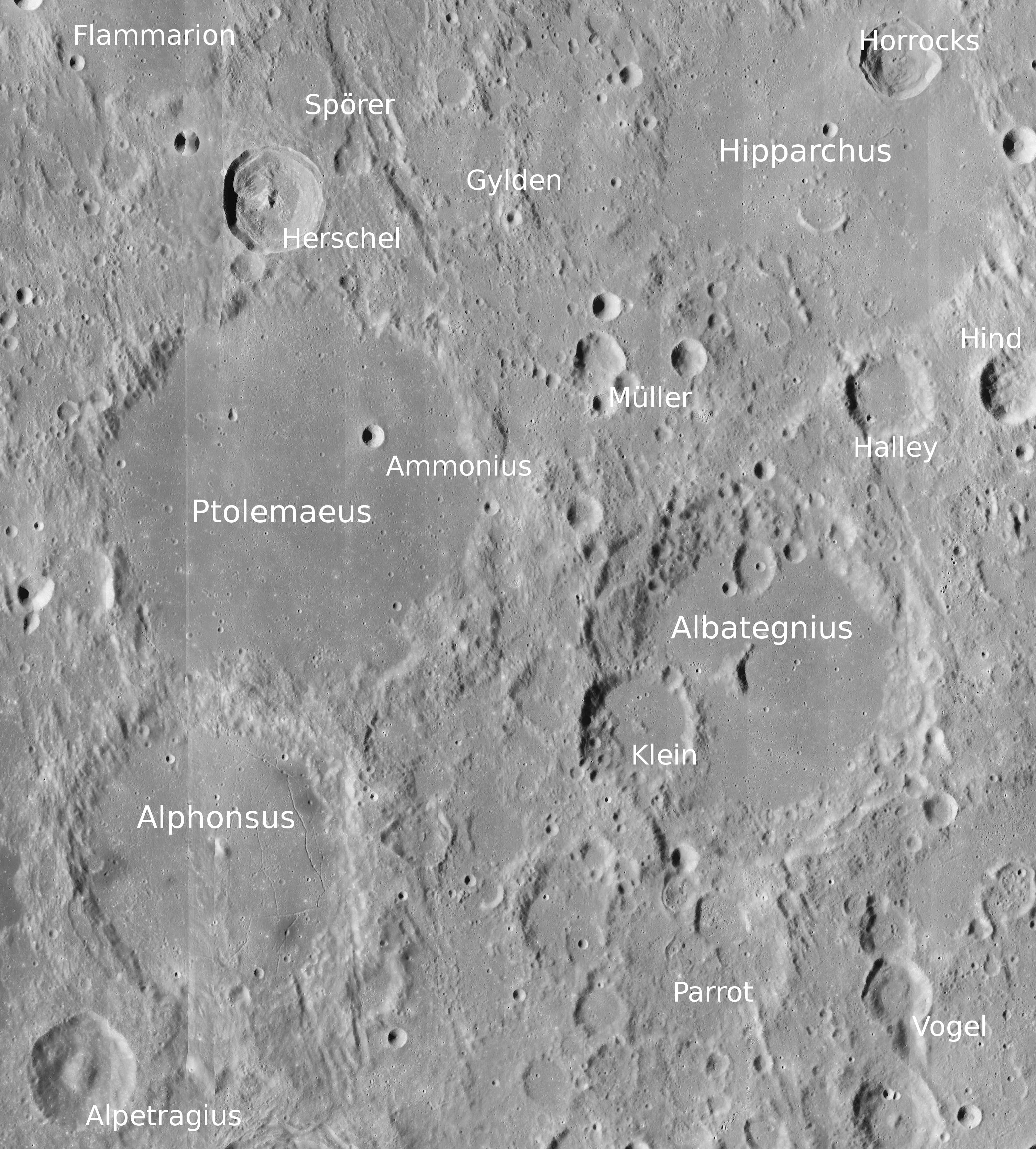
Entorn de Ptolemeu (situat a l'esquerra del centre de la imatge)

Les característiques de Ptolemeu es destaquen quan el Sol està en angles baixos durant el primer i últim terç de la llunació. Amb Lluna plena, el Sol ek il·lumina verticalment, i els contorns del cràter es tornen més difícils de destriar.
El cràter té una vora exterior baixa i irregular, que està molt desgastada i erosionada amb múltiples cràters més petits. La vora té una forma vagament poligonal, encara que en general els seus aspecte és circular. El més gran dels pics en la vora, designat Ptolemeu Gamma (γ), té una altitud de 2.9 quilòmetres i està situat en el sector nord-oest del brocal. El cràter no té un pic central, el seu sòl està inundat per la lava, i manca d'un sistema de marques radials. Aquest tipus d'impactes es classifiquen sovint com a planes emmurallades, a causa de la seva semblança amb els maria.
El sòl de color fosc de Ptolemeu és notable per diversos cràters palimpsests, formats on la lava ha cobert un cràter preexistent, quedant solament una lleu elevació on se situava la vora, i són difícils de detectar excepte amb angles baixos de la llum del Sol. També se situen diversos cràters més petits en el seu interior, com Ammònios en el quadrant nord-est.
A banda i banda d'aquest cràter apareixen talls lineals i irregulars en la superfície lunar, formant trets semblants als d'una vall. Aquestes característiques són aproximadament paral·leles entre si i irradien des de la direcció de la Mare Imbrium cap al nord-nord-oest.

## Cràters satèl·lit
Per convenció aquests elements són identificats en els mapes lunars posant la lletra en el costat del punt mitjà del cràter que està més proper a Ptolemeu.
|          | \| Ptolemeu \| Coordenades \| Diàmetre \| \| -------- \| ---------------------------------- \| -------- \| \| B \| 7° 54′ S, 0° 42′ O / 7.9°S,0.7°O \| 17 km \| \| C \| 10° 06′ S, 3° 18′ O / 10.1°S,3.3°O \| 3 km \| \| D \| 8° 12′ S, 2° 30′ O / 8.2°S,2.5°O \| 4 km \| \| E \| 10° 12′ S, 4° 30′ O / 10.2°S,4.5°O \| 32 km \| \| G \| 7° 06′ S, 0° 06′ E / 7.1°S,0.1°E \| 7 km \| \| H \| 7° 06′ S, 5° 24′ O / 7.1°S,5.4°O \| 7 km \| \| J \| 9° 36′ S, 5° 24′ O / 9.6°S,5.4°O \| 5 km \| \| K \| 8° 12′ S, 4° 36′ O / 8.2°S,4.6°O \| 8 km \| \| L \| 8° 48′ S, 4° 00′ O / 8.8°S,4.0°O \| 4 km \| \| M \| 9° 24′ S, 3° 24′ O / 9.4°S,3.4°O \| 3 km \| \| O \| 7° 12′ S, 3° 36′ O / 7.2°S,3.6°O \| 5 km \| \| P \| 11° 24′ S, 3° 12′ O / 11.4°S,3.2°O \| 4 km \| \| R \| 6° 42′ S, 1° 12′ O / 6.7°S,1.2°O \| 6 km \| \| S \| 10° 30′ S, 0° 30′ O / 10.5°S,0.5°O \| 4 km \| \| T \| 7° 30′ S, 0° 00′ E / 7.5°S,0.0°E \| 7 km \| \| W \| 9° 06′ S, 1° 24′ E / 9.1°S,1.4°E \| 4 km \| \| X \| 10° 54′ S, 0° 18′ E / 10.9°S,0.3°E \| 4 km \| \| Y \| 9° 18′ S, 0° 42′ E / 9.3°S,0.7°E \| 6 km \| |          |
| Ptolemeu | Coordenades | Diàmetre |
| B        | 7° 54′ S, 0° 42′ O / 7.9°S,0.7°O | 17 km    |
| C        | 10° 06′ S, 3° 18′ O / 10.1°S,3.3°O | 3 km     |
| D        | 8° 12′ S, 2° 30′ O / 8.2°S,2.5°O | 4 km     |
| E        | 10° 12′ S, 4° 30′ O / 10.2°S,4.5°O | 32 km    |
| G        | 7° 06′ S, 0° 06′ E / 7.1°S,0.1°E | 7 km     |
| H        | 7° 06′ S, 5° 24′ O / 7.1°S,5.4°O | 7 km     |
| J        | 9° 36′ S, 5° 24′ O / 9.6°S,5.4°O | 5 km     |
| K        | 8° 12′ S, 4° 36′ O / 8.2°S,4.6°O | 8 km     |
| L        | 8° 48′ S, 4° 00′ O / 8.8°S,4.0°O | 4 km     |
| M        | 9° 24′ S, 3° 24′ O / 9.4°S,3.4°O | 3 km     |
| O        | 7° 12′ S, 3° 36′ O / 7.2°S,3.6°O | 5 km     |
| P        | 11° 24′ S, 3° 12′ O / 11.4°S,3.2°O | 4 km     |
| R        | 6° 42′ S, 1° 12′ O / 6.7°S,1.2°O | 6 km     |
| S        | 10° 30′ S, 0° 30′ O / 10.5°S,0.5°O | 4 km     |
| T        | 7° 30′ S, 0° 00′ E / 7.5°S,0.0°E | 7 km     |
| W        | 9° 06′ S, 1° 24′ E / 9.1°S,1.4°E | 4 km     |
| X        | 10° 54′ S, 0° 18′ E / 10.9°S,0.3°E | 4 km     |
| Y        | 9° 18′ S, 0° 42′ E / 9.3°S,0.7°E | 6 km     |

El següent cràter ha estat canviat el nom per la UAI:
- Ptolemeu A — Vegeu Ammònius (cràter).